# A Star Is Born (nhạc phim 2018)
A Star Is Born là một album nhạc nền của bộ phim cùng tên năm 2018, Vì sao vụt sáng, thể hiện bởi 2 diễn viên chính của nó là Lady Gaga và Bradley Cooper. Album được phát hành ngày 5 tháng 10 năm 2018 bởi Interscope Records. Gaga và Cooper hợp tác thực hiện album cùng với một số nhà soạn nhạc đồng quê, trong đó có Lukas Nelson. Anh cũng góp mặt trong bộ phim như là một thành viên ban nhạc của Cooper. Để tạo ra những bài hát nghiêng về thể loại pop, Gaga phối hợp với cộng tác lâu năm của mình là DJ White Shadows. Album cũng bao gồm nhiều đóng góp từ các nhà soạn nhạc khác như Jason Isbell, Mark Ronson, Diane Warren và Andrew Wyatt. Về mặt thương mại, album đã đứng đầu các bảng xếp hạng ở Canada, Ireland, Scotland, Thuỵ Điển, Vương quốc Anh và Hoa Kỳ.

## Bối cảnh
Vào tháng 3 năm 2015, Warner Bros. thông báo rằng Bradley Cooper đang bàn bạc để tạo ra A Star Is Born - sản phẩm đầu tay của anh dưới vai trò đạo diễn. Đây là phiên bản làm lại lần thứ tư của bộ phim cùng tên, phát hành năm 1937. Lady Gaga được chọn làm vai chính cho bộ phim vào tháng 8 năm 2016 và dự án được chính thức tiến hành sản xuất vào đầu năm 2017. Cooper đóng vai Jackson Maine, một ngôi sao nhạc đồng quê dày dặn kinh nghiệm, tình cờ phát hiện và sau đó yêu một cô ca sĩ gặp nhiều khó khăn mang tên Ally, do Gaga thủ vai.
Cooper bỏ ra 2 năm rưỡi chuẩn bị cho bộ phim và xác định thể loại ca sĩ nào mà nhân vật của anh sẽ trở thành. Cooper đã làm việc với nhiều nhà soạn nhạc khác nhau và huấn luyện viên giọng hát Roger Love.

## Sáng tác và thu âm
Cooper miêu tả album như "một sự tiến hoá, như một câu chuyện có đầu đuôi." Gaga và Cooper cùng nhau sáng tác trong những lúc trên trường quay, dẫn đến "quá nhiều sự hoá thân khác nhau trong từng bài hát". Cooper cho biết thêm rằng "âm nhạc đã thực sự trở thành phần của bộ phim. Không có lời hát nào trong album này không liên quan đến những tình tiết của bộ phim. Chúng tôi đặt nền móng như vậy đối với album này, và sau đó chúng tôi chỉ cần tìm những bài hát phù hợp để đưa vào đúng phân cảnh." Jason Isbell sáng tác một bài hát cho nhân vật của Cooper và nó đã trở thành ý tưởng dẫn đến những bài hát khác. Isbell gửi bài hát đó cho Dave Cobb, một nhà sản xuất mà Cooper đang cộng tác cùng.
Cooper gặp gỡ Lukas Nelson sau khi xem anh ấy biểu diễn tại Desert Trip vào tháng 10 năm 2016 và hỏi ý kiến anh ta về việc viết nhạc cho album. Nelson nói rằng anh ta đã bắt đầu "sáng tác các bài hát cho bộ phim, chỉ dành cho nó thôi, và gửi chúng cho những nhà sản xuất và họ rất thích chúng. Sau đó Lady Gaga đến và chúng tôi bắt đầu hợp tác. Chúng tôi trở thành bạn tốt và chúng tôi bắt đầu viết nhạc cùng nhau."
Gaga hội ngộ với nhà sản xuất Mark Ronson và nhà soạn nhạc Hillary Lindsey, họ đã từng cộng tác với cô trong album phòng thu lần trước, Joanne (2016). Gaga cũng làm việc với DJ White Shadows để tạo ra những bài hát có hơi hướng pop, được biểu diễn bởi nhân vật của cô là Ally.
Theo lời của Gaga, đa phần album được thu âm trực tiếp trên trường quay.

## Phát hành
Ngày ra mắt và danh sách bài hát của album được thông báo vào ngày 30 tháng 8 năm 2018. Interscope cho biết rằng "album bao gồm 19 bài hát với nhiều phong cách âm nhạc khác nhau + 15 đoạn hội thoại sẽ đưa người nghe trên một cuộc hành trình trải nghiệm lại khoảnh khắc đi xem phim." "Shallow" đã được phát hành như là đĩa đơn mở đường của album vào ngày 27 tháng 9 năm 2018.

## Đánh giá
| Professional ratings | Professional ratings |
| Điểm trung bình      | Điểm trung bình      |
| Nguồn                | Đánh giá             |
| -------------------- | -------------------- |
| Metacritic           | 78/100               |
| Nguồn đánh giá       |                      |
| Nguồn                | Đánh giá             |
| AllMusic             | [ 2 ]                |
| The Daily Telegraph  | [ 3 ]                |
| The Guardian         | [ 4 ]                |
| NME                  | [ 5 ]                |
| Pitchfork            | 7.4/10               |
| Rolling Stone        | [ 7 ]                |
| Slant Magazine       | [ 8 ]                |

Album nhận được nhiều lời khen từ các nhà phê bình. Trên trang tổng hợp các đánh giá Metacritic, album nhận được điểm số trung bình 78/100 dựa trên 8 đánh giá khác nhau. Với một phản hồi tích cực, tờ The Washington Post gọi album như "một kỳ quan 5 sao" và cho rằng nó là một đối thủ nặng ký tranh Giải Grammy. Cây bút Ben Beaumont-Thomas của tờ The Guardian đánh giá tích cực về album và cho rằng "Bradley Cooper có thể hát tốt như khả năng anh ấy đạo diễn" nhưng "cũng nhờ sức mạnh của Lady Gaga để tạo điểm nhấn cho album, với những bản ballad tuyệt vời và những màn song ca chạm đến trái tim người nghe."
Stephen Thomas Erlewine của AllMusic đánh giá cao album, cho rằng "Tất cả các bài hát được sắp xếp rất hợp lý theo cách tường thuật lại bộ phim nhưng riêng mỗi bài lại có một nét độc đáo, vì thế chúng kết hợp rất chặt chẽ với nhau, tạo nên một album nhạc phim hạng nhất." Brittany Spanos của tờ Rolling Stones cho album 4/5 sao, khen ngợi khả năng sáng tác của Gaga.

## Diễn biến thương mại
A Star Is Born ra mắt ở vị trí quán quân trên bảng xếp hạng Billboard 200 của Hoa Kỳ với doanh số 231.000 bản, bao gồm 162.000 bản đĩa vật lý. Nó trở thành album nhạc phim có doanh số trong tuần cao nhất trong vòng 3 năm qua, và là album quán quân thứ năm của Gaga và album quán quân đầu tiên của Cooper tại quốc gia này. Gaga mở rộng kỉ lục của cô - nữ nghệ sĩ có nhiều album quán quân nhất tại Hoa Kỳ trong thập kỷ. Ở tuần thứ hai, album tiếp tục trụ vị trí quán quân trên Billboard 200 với doanh số 143.000 bản, bao gồm 86.000 bản đĩa vật lý, trở thành album thứ hai của Gaga đứng đầu bảng xếp hạng này trong 2 tuần liên tiếp sau Born This Way (2011). A Star Is Born cũng đứng đầu bảng xếp hạng Canadian Albums Chart tại Canada với 18.000 bản bán ra.
Ở Vương quốc Anh, A Star Is Born đứng đầu bảng xếp hạng UK Albums Chart trong tuần đầu ra mắt với doanh số 31.816 bản, trở thành album thứ tư của Gaga kể từ Artpop (2013) và album đầu tiên của Cooper đứng đầu bảng xếp hạng này. A Star Is Born cũng ra mắt ở vị trí quán quân tại Ireland và Scotland. Ở Pháp, album ra mắt ở hạng 7, bán ra 8.700 bản. Ở Úc, album ra mắt ở vị trí thứ ba trên bảng xếp hạng ARIA Albums Chart.

## Danh sách bài hát
| Bản tiêu chuẩn   | Bản tiêu chuẩn                                                                                             | Bản tiêu chuẩn                                                          | Bản tiêu chuẩn                       | Bản tiêu chuẩn |
| STT              | Nhan đề | Sáng tác                                                                | Sản xuất                             | Thời lượng     |
| ---------------- | --- | ----------------------------------------------------------------------- | ------------------------------------ | -------------- |
| 1.               | "Intro" |                                                                         |                                      | 0:20           |
| 2.               | "Black Eyes" (performed by Bradley Cooper)                                                                 | Cooper Lukas Nelson                                                     | Cooper Nelson Lady Gaga [a] [b]      | 3:03           |
| 3.               | "Somewhere Over the Rainbow" (dialogue; featuring Lady Gaga)                                               | Harold Arlen E.Y. Harburg Claire Louise Whittleston [ 10 ]              |                                      | 0:42           |
| 4.               | "Fabulous French" (dialogue; featuring Bradley Cooper, Lady Gaga, Anthony Ramos và D.J. "Shangela" Pierce) |                                                                         |                                      | 0:19           |
| 5.               | "La Vie en rose" (performed by Lady Gaga)                                                                  | Louiguy Édith Piaf                                                      | Gaga Brian Newman                    | 2:59           |
| 6.               | "I'll Wait for You" (dialogue; featuring Bradley Cooper and Lady Gaga)                                     |                                                                         |                                      | 0:19           |
| 7.               | "Maybe It's Time" (performed by Bradley Cooper)                                                            | Jason Isbell                                                            | Cooper Benjamin Rice Gaga [a]        | 2:39           |
| 8.               | "Parking Lot" (dialogue; featuring Bradley Cooper and Lady Gaga)                                           |                                                                         |                                      | 0:31           |
| 9.               | "Out of Time" (performed by Bradley Cooper)                                                                | Cooper Nelson                                                           | Cooper Nelson                        | 2:52           |
| 10.              | "Alibi" (performed by Bradley Cooper)                                                                      | Gaga Cooper Nelson                                                      | Gaga Cooper Nelson                   | 3:03           |
| 11.              | "Trust Me" (dialogue; featuring Bradley Cooper and Lady Gaga)                                              |                                                                         |                                      | 0:32[e]        |
| 12.              | "Shallow" (performed by Lady Gaga and Bradley Cooper)                                                      | Gaga Mark Ronson Anthony Rossomando Andrew Wyatt                        | Gaga Rice                            | 3:35           |
| 13.              | "First Stop, Arizona" (dialogue; featuring Bradley Cooper and Lady Gaga)                                   |                                                                         |                                      | 0:10           |
| 14.              | "Music to My Eyes" (performed by Lady Gaga and Bradley Cooper)                                             | Gaga Nelson                                                             | Nelson                               | 3:19           |
| 15.              | "Diggin' My Grave" (performed by Lady Gaga and Bradley Cooper)                                             | Paul Kennerley                                                          | Gaga Nelson                          | 3:57           |
| 16.              | "I Love You" (dialogue; featuring Bradley Cooper and Lady Gaga)                                            |                                                                         |                                      | 0:19           |
| 17.              | "Always Remember Us This Way" (performed by Lady Gaga)                                                     | Gaga Natalie Hemby Hillary Lindsey Lori McKenna                         | Dave Cobb Gaga                       | 3:30           |
| 18.              | "Unbelievable" (dialogue; featuring Lady Gaga and Rafi Gavron)                                             |                                                                         |                                      | 0:28           |
| 19.              | "How Do You Hear It?" (dialogue; featuring Bradley Cooper and Lady Gaga)                                   |                                                                         |                                      | 0:14           |
| 20.              | "Look What I Found" (performed by Lady Gaga)                                                               | Gaga Mark Nilan Jr. Nick Monson Paul "DJWS" Blair Nelson Aaron Raitiere | Gaga Nilan Monson Blair              | 2:55           |
| 21.              | "Memphis" (dialogue; featuring Bradley Cooper and Lady Gaga)                                               |                                                                         |                                      | 0:24           |
| 22.              | "Heal Me" (performed by Lady Gaga)                                                                         | Gaga Nilan Monson Blair Julia Michaels Justin Tranter                   | Gaga Nilan Monson Blair              | 3:16           |
| 23.              | "I Don't Know What Love Is" (performed by Lady Gaga and Bradley Cooper)                                    | Gaga Nelson                                                             | Gaga [c] Nelson Nilan [b] Monson [b] | 2:57           |
| 24.              | "Vows" (dialogue; featuring Lady Gaga)                                                                     |                                                                         |                                      | 0:17           |
| 25.              | "Is That Alright?" (performed by Lady Gaga)                                                                | Gaga Nilan Monson Blair Raitiere                                        | Gaga Nilan Monson Blair              | 3:11           |
| 26.              | "SNL" (dialogue; featuring Alec Baldwin, Donald King, Michael Mancini and Gena Rositano)                   |                                                                         |                                      | 0:13           |
| 27.              | "Why Did You Do That?" (performed by Lady Gaga)                                                            | Gaga Diane Warren Nilan Monson Blair                                    | Gaga Nilan Monson Blair              | 3:04           |
| 28.              | "Hair Body Face" (performed by Lady Gaga)                                                                  | Gaga Nilan Monson Blair                                                 | Gaga Nilan Monson Blair Rice [d]     | 3:22           |
| 29.              | "Scene 98" (dialogue; featuring Bradley Cooper and Lady Gaga)                                              |                                                                         |                                      | 0:35[f]        |
| 30.              | "Before I Cry" (performed by Lady Gaga)                                                                    | Gaga Nilan Monson Blair                                                 | Gaga Nilan Monson Blair              | 4:18           |
| 31.              | "Too Far Gone" (performed by Bradley Cooper)                                                               | Cooper Nelson                                                           | Cooper Nelson                        | 1:26           |
| 32.              | "Twelve Notes" (dialogue; featuring Lady Gaga and Sam Elliott)                                             |                                                                         |                                      | 1:03           |
| 33.              | "I'll Never Love Again" (film version) (performed by Lady Gaga and Bradley Cooper)                         | Gaga Hemby Lindsey Raitiere                                             | Gaga Rice                            | 4:41           |
| 34.              | "I'll Never Love Again" (extended version) (performed by Lady Gaga)                                        | Gaga Hemby Lindsey Raitiere                                             | Gaga Rice                            | 5:28           |
| Tổng thời lượng: | Tổng thời lượng:                                                                                           | Tổng thời lượng:                                                        | Tổng thời lượng:                     | 70:01[g]       |

| Bản không có hội thoại | Bản không có hội thoại                                  | Bản không có hội thoại |
| STT                    | Nhan đề                                                 | Thời lượng             |
| ---------------------- | ------------------------------------------------------- | ---------------------- |
| 1.                     | "Black Eyes"                                            | 3:03                   |
| 2.                     | "La Vie en rose"                                        | 2:59                   |
| 3.                     | "Maybe It's Time"                                       | 2:39                   |
| 4.                     | "Out of Time"                                           | 2:52                   |
| 5.                     | "Alibi"                                                 | 3:03                   |
| 6.                     | "Shallow" (radio edit)                                  | 3:37                   |
| 7.                     | "Music to My Eyes"                                      | 3:19                   |
| 8.                     | "Diggin' My Grave"                                      | 3:57                   |
| 9.                     | "Always Remember Us This Way"                           | 3:30                   |
| 10.                    | "Look What I Found"                                     | 2:55                   |
| 11.                    | "Heal Me"                                               | 3:16                   |
| 12.                    | "I Don't Know What Love Is"                             | 2:57                   |
| 13.                    | "Is That Alright?"                                      | 3:11                   |
| 14.                    | "Why Did You Do That?"                                  | 3:04                   |
| 15.                    | "Hair Body Face"                                        | 3:22                   |
| 16.                    | "Before I Cry"                                          | 4:18                   |
| 17.                    | "Too Far Gone"                                          | 1:26                   |
| 18.                    | "I'll Never Love Again" (film version) (radio edit)     | 4:41                   |
| 19.                    | "I'll Never Love Again" (extended version) (radio edit) | 5:28                   |
| Tổng thời lượng:       | Tổng thời lượng:                                        | 63:37                  |

Ghi chú
- ^[a]  – nghĩa là có sự tham gia của nhà sản xuất phụ
- ^[b]  – nghĩa là sản xuất phụ
- ^[c]  – nghĩa là có sự tham gia của cả nhà sản xuất chính và phụ
- ^[d]  – nghĩa là sản xuất giọng hát
- ^[e]  – độ dài 0:31 trên phiên bản sạch của album
- ^[f]  – độ dài 0:34 trên phiên bản sạch của album
- ^[g]  – độ dài 69:59 trên phiên bản sạch của album

## Xếp hạng
| Xếp hạng (2018)                          | Vị trí cao nhất |
| ---------------------------------------- | --------------- |
| Argentinian Albums (CAPIF)               | 7               |
| Album Úc (ARIA)                          | 3               |
| Album Áo (Ö3 Austria)                    | 4               |
| Album Bỉ (Ultratop Vlaanderen)           | 4               |
| Album Bỉ (Ultratop Wallonie)             | 4               |
| Album Canada (Billboard)                 | 1               |
| Album Cộng hòa Séc (ČNS IFPI)            | 3               |
| Album Hà Lan (Album Top 100)             | 3               |
| Album Phần Lan (Suomen virallinen lista) | 36              |
| Album Pháp (SNEP)                        | 7               |
| Album Đức (Offizielle Top 100)           | 5               |
| Greek Albums (IFPI Greece)               | 14              |
| Album Hungaria (MAHASZ)                  | 28              |
| Icelandic Albums (Tonlist)               | 25              |
| Irish Albums (OCC)                       | 1               |
| Italian Albums (FIMI)                    | 4               |
| New Zealand Albums (RMNZ)                | 3               |
| Album Na Uy (VG-lista)                   | 15              |
| Album Ba Lan (ZPAV)                      | 32              |
| Album Bồ Đào Nha (AFP)                   | 6               |
| Album Scotland (OCC)                     | 1               |
| Slovak Albums (ČNS IFPI)                 | 3               |
| Album Hàn Quốc (Circle)                  | 50              |
| Album Hàn Quốc Quốc tế (Circle)          | 1               |
| Album Tây Ban Nha (PROMUSICAE)           | 4               |
| Swedish Compilation (Sverigetopplistan)  | 1               |
| Album Thụy Sĩ (Schweizer Hitparade)      | 2               |
| Album Anh Quốc (OCC)                     | 1               |
| Album Anh Quốc Soundtrack (OCC)          | 1               |
| Album Hoa Kỳ Billboard 200               | 1               |
| Album Hoa Kỳ Soundtrack (Billboard)      | 1               |